# Festival de Ravinia
Ravinia Festival és un lloc de música a l'aire lliure a Highland Park, Illinois. Acull una sèrie de concerts i actuacions a l'aire lliure cada estiu de juny a setembre. La primera orquestra que va actuar al Festival Ravinia va ser la Filharmònica de Nova York sota la direcció de Walter Damrosch el 17 de juny de 1905, i el diari Chicago Tribune va lloar el seu «entreteniment musical tan satisfactori en qualitat i agradable pel seu ambient». Ha estat la seu d'estiu de l'Orquestra Simfònica de Chicago des de 1936. Situat al barri de Ravinia, el recinte es troba en els terrenys del parc Ravinia d'unes 15 hectàrees, amb una varietat d'instal·lacions d'arts escèniques a l'aire lliure i a l'interior, entre les quals el Martin Theatre d'estil arquitectònic de la praderia. El Festival Ravinia atrau una unes 600.000 persones per a uns 120 a 150 esdeveniments que abasten tots els gèneres, des de la música clàssica fins al jazz i el teatre musical durant cada temporada d'estiu de tres mesos.
El barri de Ravinia, antigament un poble incorporat abans de l'annexió el 1899, és mantingut activament per l'Associació de Veïns de Ravinia, que treballa per millorar i preservar l'arquitectura, la història i el medi ambient del barri. En el districte de negocis de l'avinguda Roger Williams, a poca distància a peu del recinte del festival Ravinia, hi ha restaurants i empreses de serveis de barri.

## Visió general
El 1904, la companyia A.C. Frost va crear Ravinia com un parc d'atraccions destinat a atraure viatgers cap al ferrocarril elèctric de Chicago i Milwaukee. El parc d'atraccions tenia un diamant de beisbol, una font elèctrica i un edifici de refectori o casino amb menjadors i pista de ball. El Teatre Martin d'estil de la praderia (llavors anomenat Teatre Ravinia) és l'únic edifici del terreny que es remunta a aquella construcció original. Quan l'existència del parc es va posar en perill arran de la fallida del ferrocarril, els residents locals (en la seva majoria empresaris de Chicago) van formar una corporació el 1911 per comprar i operar el parc. La música va ser una activitat d'estiu confirmada a partir d'aleshores, tret d'una breu pausa durant la Gran Depressió i la pandèmia de la COVID-19.
El Festival Ravinia ha estat àmpliament aclamat al llarg de la seva història. A la dècada de 1920, va ser coneguda com la capital mundial de l'òpera d'estiu gràcies a l'empresari Louis Eckstein, que va reservar temporades d'òpera i artistes de les companyies de l'Òpera de Chicago i l'Òpera Metropolitana de Nova York. Fins al 1930, Ravinia havia comptat amb artistes com Yvonne Gall, Edward Johnson i Giovanni Martinelli. No obstant això, els alts costos de les representacions d'òpera van portar finalment a la ruïna financera de Ravinia, i va tancar durant quatre anys. El 1936, els residents de North Shore van recaptar fons suficients per atraure l'Orquestra Simfònica de Chicago, que després va fer de Ravinia la seva residència permanent d'estiu.
A més dels concerts simfònics, sovint amb solistes convidats, el lloc acull actuacions d'òpera, jazz, blues, folk, rock i música popular, i ballet, teatre i programes educatius que tenen lloc durant tot l'any. Aquests programes educatius donen servei a unes 75.000 persones cada any a les escoles de la zona de Chicago que no tenen programa de música. El programa més llarg —Jazz Mentors and Scholars— reuneix els millors músics de l'escola pública de Chicago amb músics de la ciutat per crear un conjunt musical més gran.
Al llarg dels anys, el Ravinia Festival ha acollit molts artistes famosos. Entre els artistes recents que han actuat a Ravinia hi ha John Legend, Aretha Franklin, Bryan Ferry, Diana Ross, Maroon 5, Common, Carrie Underwood, Tony Bennett, Lady Gaga, Josh Groban, Dolly Parton, Sheryl Crow, Patti LaBelle, Andrew Bird, Darius Rucker, Mary J. Blige, Gladys Knight, James Taylor, Santana, Stevie Nicks, Patti LuPone, Smokey Robinson i John Mellencamp.

## Llocs d'actuació
- The Pavilion és un lloc de 3.350 seients on es celebren els principals esdeveniments musicals i concerts del parc, incloses les actuacions de l'Orquestra Simfònica de Chicago.[11]
- The Martin Theatre és una sala interior de 850 seients que s'utilitza sovint per a música de cambra, representacions d'òpera semi-escenificades i altres espectacles.[12]
- Bennett Gordon Hall és la seu de 450 seients del Steans Music Institute de Ravinia, la sèrie BGH Classics de 10 dòlars, i també s'utilitza per a tertúlies prèvies al concert i concerts previs. El Ravinia's Steans Music Institute és el programa de conservatori d'estiu pre-professional del Ravinia Festival. Tres programes formen la temporada d'estiu de l'Institut: el programa de jazz; el programa per a piano i cordes, i el programa per a cantants.[13]
- The Lawn és una zona extensa per fer pícnics durant les actuacions. La música s'emet mitjançant un sistema de so i sovint es mostra una gran pantalla de vídeo.[14][15]

## Terrenys

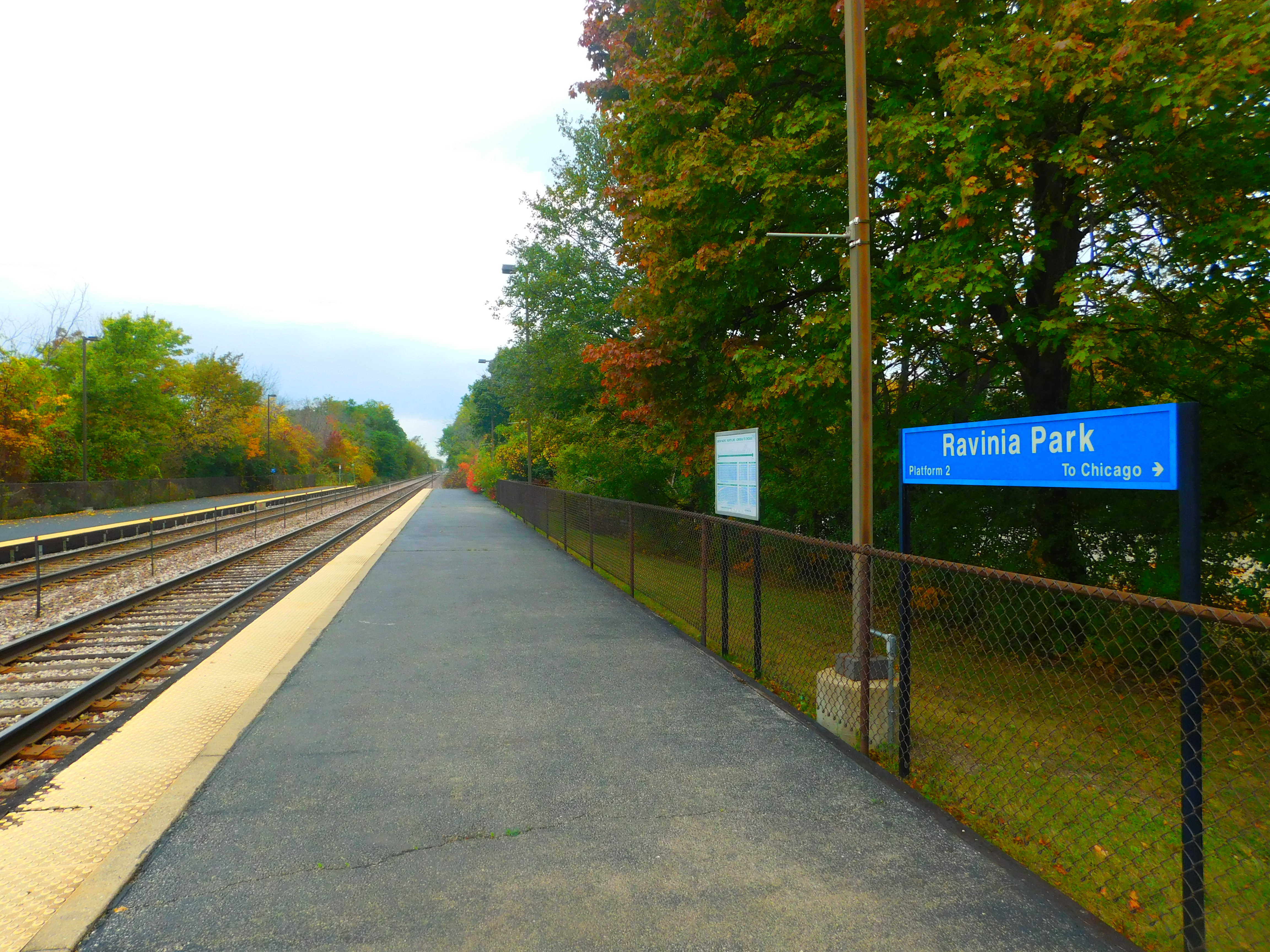
Ravinia Park Station

Per a la majoria dels assistents, Ravinia és un parc amb 15 hectàrees de gespa. És un dels pocs espais de concerts del país que permet portar i consumir àpats complets als concerts, fins i tot permetent begudes alcohòliques. En conseqüència, la majoria de botigues de queviures i restaurants especialitzats de la zona de Highland Park i els voltants venen plats preparats per fer pícnic.
Al parc s'hi pot arribar des de l'estació de trens de rodalies Metra amb la parada Ravinia Parkp' prop de la porta principal amb parades especials abans i després dels concerts. És l'última parada de tren privada d'Illinois. El conegut director britànic Sir Thomas Beecham, que hi va dirigir, com a convidat, l'Orquestra Simfònica de Chicago, el 1940, es va referir a Ravinia com «l'única estació de ferrocarril amb una orquestra resident». Els visitants baixen del tren i hi pugen, just davant de la porta principal.

## Directors artístics
- Walter Hendl, Artístic Director (1959–1963)[6]
- Seiji Ozawa, Music Director (1964–1968) i principal conductor (1969)[6]
- Edward Gordon, Director executiu (1968–1989)
- István Kertész, Principal Conductor (1970–1972)
- James Levine, Music Director (1973–1993)[6]
- Zubin Mehta, Director executiu, President & CEO (1990–2000)
- Christoph Eschenbach, Music Director (1995–2003)[6]
- James Conlon, Music Director (2005–2015)[6][19]
- Ramsey Lewis, Director artístic, Jazz at Ravinia
- Welz Kauffman, President & CEO (2000–2020)
- Marin Alsop, comissaria artística (2018-2019) i directora i comissaria en cap (2020-present)[20]
- Jeffrey P. Haydon, President & CEO (2020–present)[21]

James Levine va ser nomenat «Conductor Laureate» l'abril de 2017, per començar les actuacions l'estiu de 2018. El 4 de desembre de 2017, el Ravinia Festival va trencar tots els vincles amb Levine, arran de les acusacions d'abús sexual contra ell, que es remunten a dècades abans al Ravinia Festival.

## També podeu veure
- Llista de festivals d'òpera